# 헬싱보리 IF
헬싱보리 IF(Helsingborgs IF)는 헬싱보리의 올륌피아를 홈구장으로 하는 스웨덴의 축구 클럽이다. 1907년 창단되었다.
현재 수페레탄에 속해 있으며 2012 시즌은 6위로 마감하였다.
이 팀의 대표 선수로는 스웨덴 축구 국가대표팀과 FC 바르셀로나, 셀틱 등에서 활약한 헨리크 라르손이 있다.

## 선수 명단

### 현역
참고: FIFA 자격 규정에 따라 소속된 국가대표팀 국기를 표시합니다. 선수는 복수의 FIFA 비회원국 국적을 가지고 있을 수 있습니다.
| 번호 | 포지션 | 국적 | 이름          |
| ---- | ------ | ---- | ------------- |
| 11   | FW     |      | 밀란 라스무센 |

| 번호 | 포지션 | 국적   | 이름          |
| ---- | ------ | ------ | ------------- |
| 27   | DF     | 감비아 | 에브리마 바조 |

## 역대 감독
| 감독          | 임기        |
| ------------- | ----------- |
| 헨리크 라르손 | 2015 ~ 2016 |
| 헨리크 라르손 | 2019        |
| 올로프 멜베리 | 2019 ~      |